# Requin de Headington

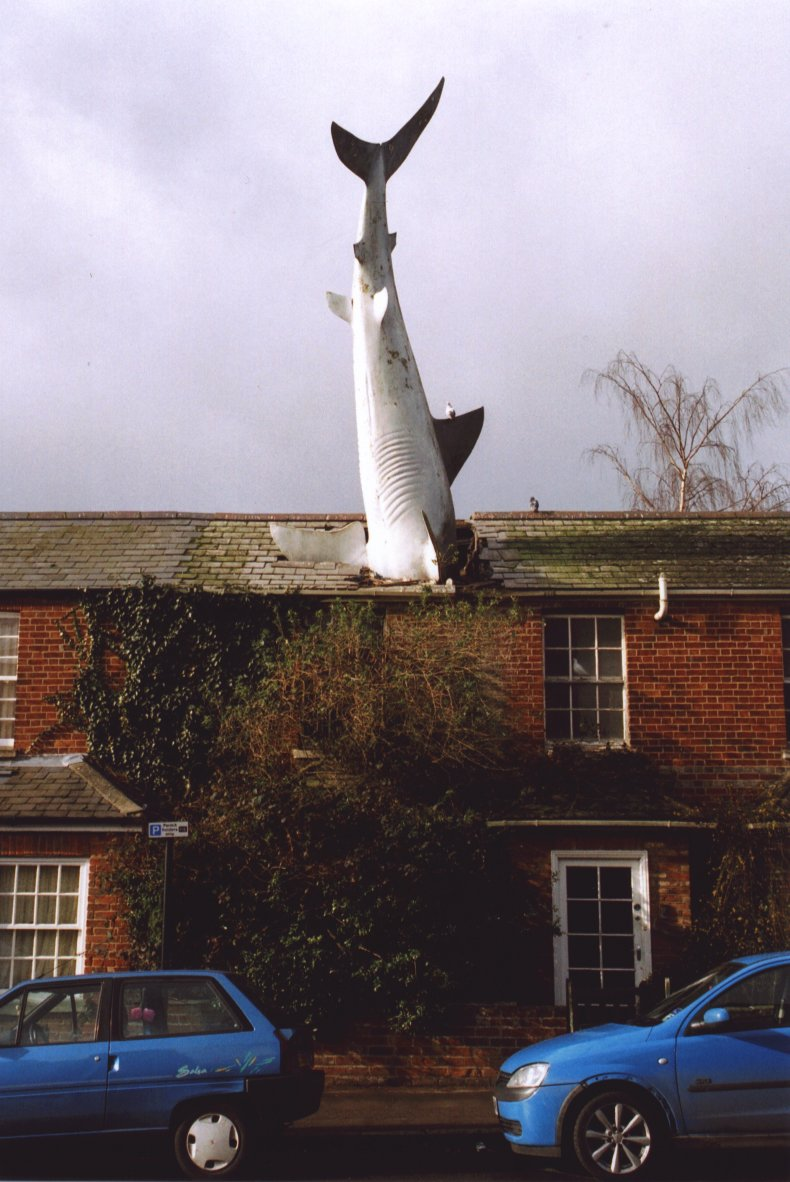
Le requin de Headington

Le Requin de Headington (The Headington Shark en anglais) est une sculpture située au 2 New High Street, Headington, à Oxford (Angleterre) : c'est un requin planté dans le toit de la maison située à cette adresse.

## Aspect
La sculpture a été érigée lors du quarante-et-unième anniversaire de la chute de la bombe atomique sur Nagasaki, le 9 août 1986. Selon Bill Heine, un présentateur de radio locale qui possède toujours la maison, « the shark was to express someone feeling totally impotent and ripping a hole in their roof out of a sense of impotence and anger and desperation... It is saying something about CND, nuclear power, Chernobyl and Nagasaki ».
Créé par le sculpteur John Buckley, le requin est en fibre de verre; il pèse 200 kilogrammes et mesure 7,60 m. Son nom est Untitled 1986 (titre écrit sur la porte de la maison).

## Controverse
Le conseil municipal d'Oxford a essayé de faire enlever la sculpture pour des raisons de sécurité, et aussi parce qu'elle avait été installée sans permis de construire, mais elle est restée en place, grâce au soutien local.

## Note
1. ↑  « Le requin est l'expression de quelqu'un qui se sent totalement impuissant et qui perce un trou dans le toit de sa maison dans un élan d'impuissance, de colère et de désespoir... Il symbolise la Campagne pour le désarmement nucléaire, l'énergie nucléaire, Tchernobyl et Nagasaki. »